# اروهد فارمز، سن برناردینو، کالیفرنیا
اروهد فارمز (به انگلیسی: Arrowhead Farms) یک منطقهٔ مسکونی در ایالات متحده آمریکا است که در سن برناردینو، کالیفرنیا قرار دارد.